# Brian Cook
Pour les articles homonymes, voir Cook.
Brian Cook (né le 4 décembre 1980 à Lincoln, Illinois) est un joueur américain de basket-ball, qui occupe le poste d'ailier fort. Il mesure 2,06 m. Il est le fils du joueur de basket-ball Norm Cook qui évolue en NBA dans les années 1970.

## Carrière
Après une brillante carrière universitaire avec le Fighting Illini de l'Illinois, conclue par un titre de meilleur joueur de la Big Ten Conference en 2002-2003 avec une moyenne de 20,0 points par match, Cook est sélectionné en 24e position au premier tour de la draft 2003 de la NBA par les Lakers de Los Angeles.
Intérieur très atypique car beaucoup plus attiré par le jeu extérieur que par les luttes des raquettes, il est devenu au fil des années un joueur très uni-dimensionnel. Très dangereux lorsqu'il se trouve derrière la ligne des 3 points (160 tirs à 3 points réussis pour les Lakers entre 2004 et 2007, le tout à près de 40,0 % de réussite), sa contribution dans les autres secteurs du jeu est en revanche particulièrement faible. Il prend très peu de rebonds pour un intérieur (à peine 3 par match en carrière) et n'est guère plus performant en défense.
Comme de nombreux tireurs, il est assez irrégulier, et quand ses tirs ne rentrent pas, son passage est assez bref sur le terrain.
Sa courbe de progression ayant stagné ces dernières saisons, les Lakers l'utilisent principalement comme un joueur de séquences.
Cook est envoyé au Magic d'Orlando en novembre 2007 avec Maurice Evans dans un échange avec Trevor Ariza.
Il a pour l'instant réalisé sa meilleure saison en NBA en 2005-2006, lors de laquelle il tourne à 7,9 points par match avec une adresse supérieure à 51 %.
En février 2009, il est envoyé aux Rockets de Houston en échange de Rafer Alston.
En 2010, il s'engage aux Clippers de Los Angeles.
Le 15 mars 2012, il est envoyé aux Wizards de Washington, avec Nenê, à l'issue d'un échange à trois équipes qui envoie Javale McGee et Ronny Turiaf aux Nuggets de Denver et Nick Young aux Clippers de Los Angeles.